# Antoine Fort-Bras
Antoine Fort-Bras (ou Forbera ; Venise, ? - 1690, Avignon, France) est un artiste peintre français ou vénitien, connu pour ses trompe-l'œil. 

## Biographie
Peu d'éléments de la carrière d'Antoine Fort-Bras sont connus. Il serait d'origine vénitienne et serait venu à Avignon pour travailler. 
Il est mort en 1690 à Avignon, sur le chantier de la construction de la basilique, à la suite d'une chute d'un échafaudage. D'autres sources le disent condamné à mort. 

## Œuvres

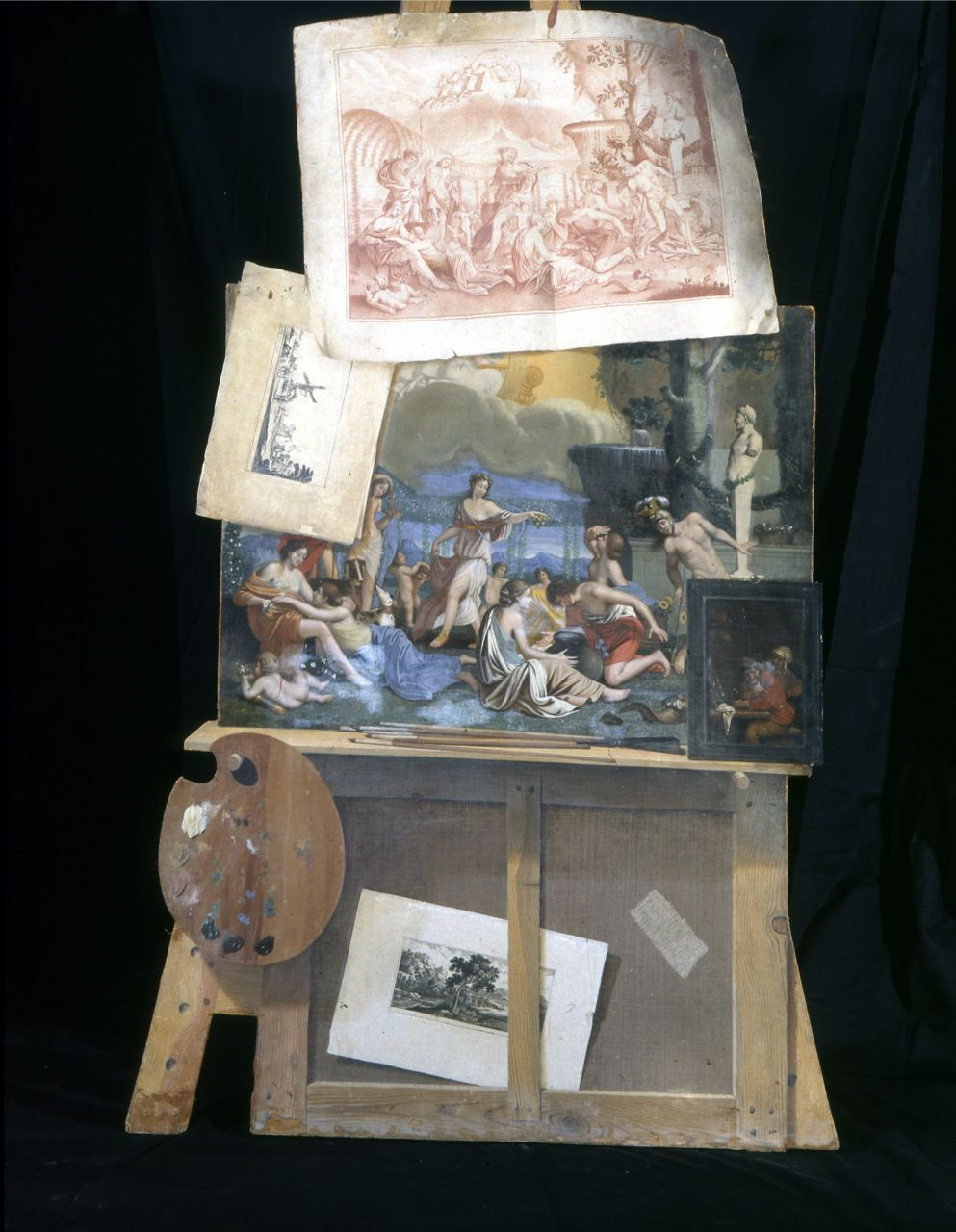
Antoine Fort-Bras, Le Chevalet du peintre, huile sur toile, 1686, musée Calvet.

L'œuvre la plus importante du corpus d'Antoine Fort-Bras, Le Chevalet du peintre, datée et signée « A. F. B. pinx., A. 1686 » est conservée au musée Calvet, à Avignon. Il s'agit d'un trompe-l'œil figurant un chevalet, sur lequel est présenté une copie en contre-partie de Au royaume de Flore de Nicolas Poussin. Un autre petit tableau, ainsi que trois estampes, sont également figurés. L'une des estampes, en sanguine, est une interprétation du tableau de Poussin. Les deux autres estampes sont probablement des eaux-fortes de Sébastien Leclerc et de Gabriel Pérelle. 
D'autres toiles en trompe-l'œil attribuées à Antoine Fort-Bras sont connues : Trompe-l'œil du marquis de Mauny, en collection privée et Les trois âges de la vie, conservé au musée Massey de Tarbes.
Le Trompe-l'œil du marquis de Mauny, passé en vente publique en 2015, tire son nom de l'inscription figurant sur le tableau « A Monsieur / Monsieur le marquis de / Maugny / A Versailles ». 

Œuvres de Antoine Fort-Bras
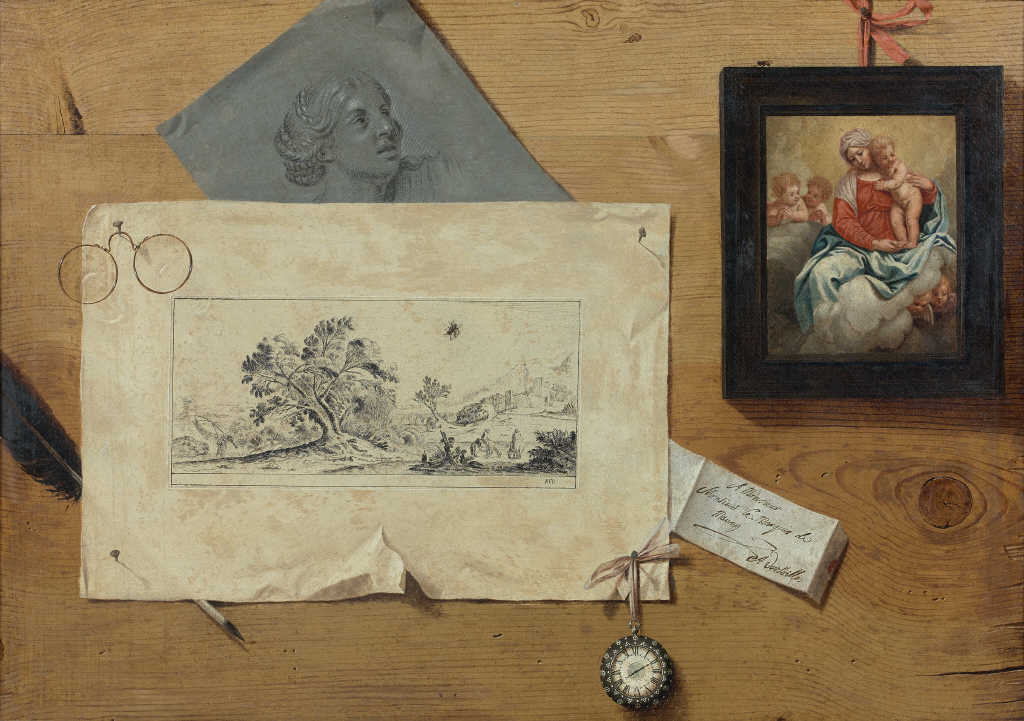
Trompe l'œil du Marquis de Mauny, collection privée.
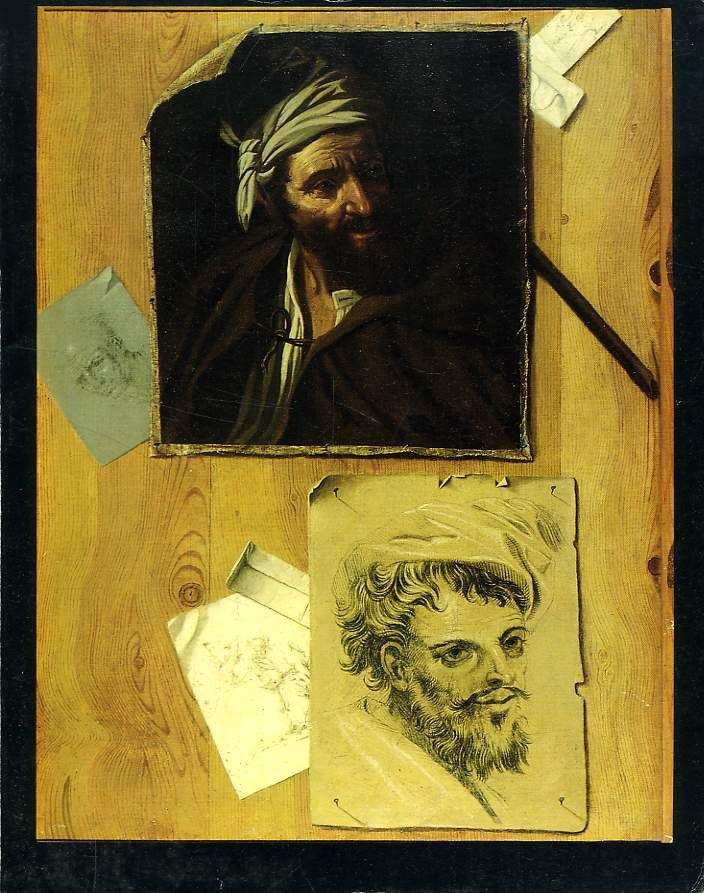
Les trois âges de la vie, musée Massey, Tarbes.